# Trockenborn
Trockenborn ist ein Ortsteil der Gemeinde Trockenborn-Wolfersdorf im Saale-Holzland-Kreis in Thüringen.

## Lage
Der Ortsteil Trockenborn liegt nordwestlich von Neustadt an der Orla, östlich von Kahla und südwestlich von Stadtroda an der Landesstraße 1111. Diese Straße führt von Wolfersdorf ständig ansteigend zum Straßendorf Trockenborn. Der Ortsteil befindet sich auf der Anhöhe des Waldes um den ehemaligen Tiergarten der Besitzer von Hummelshain.

## Geschichte

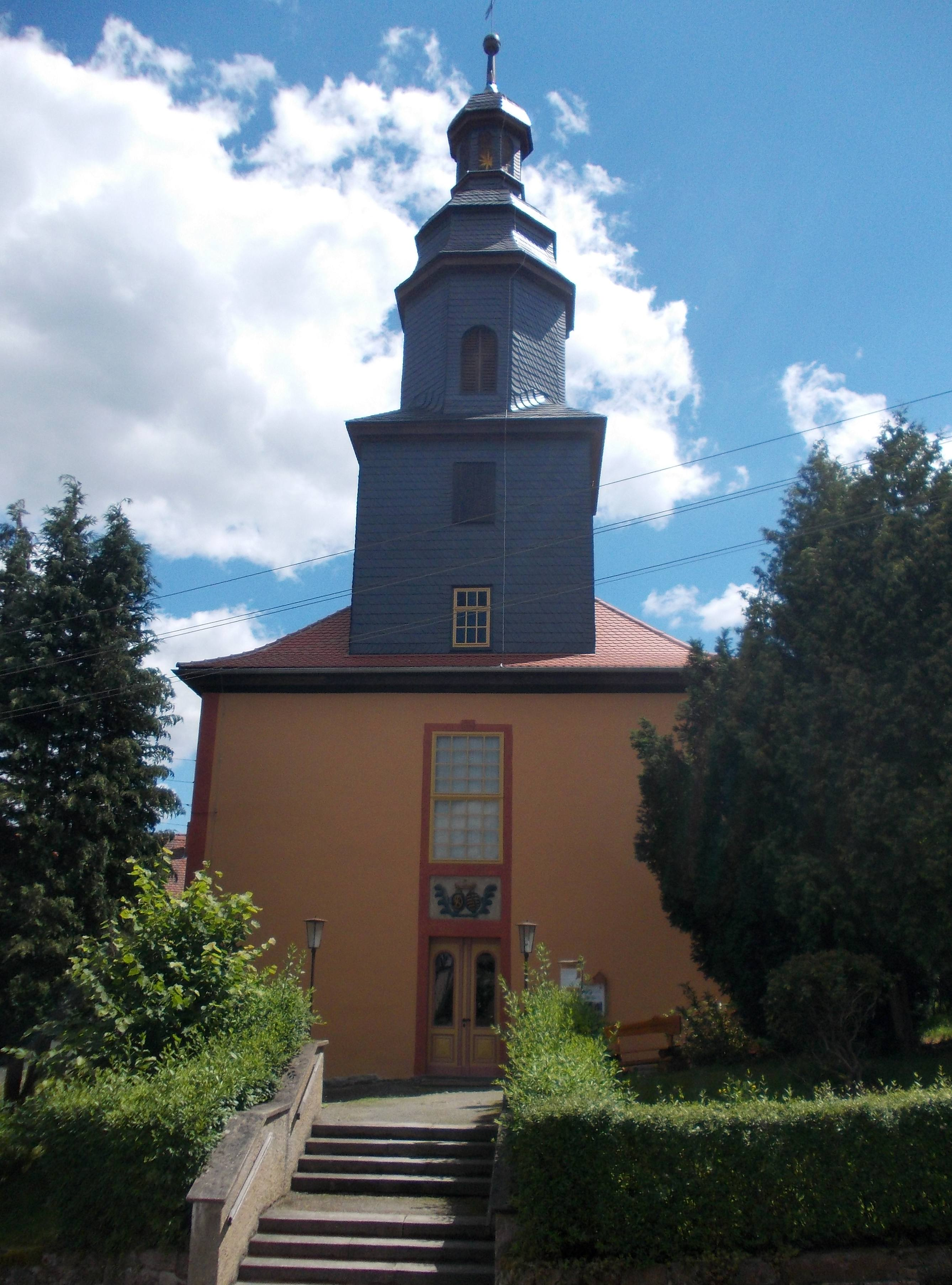
Marienkirche Trockenborn

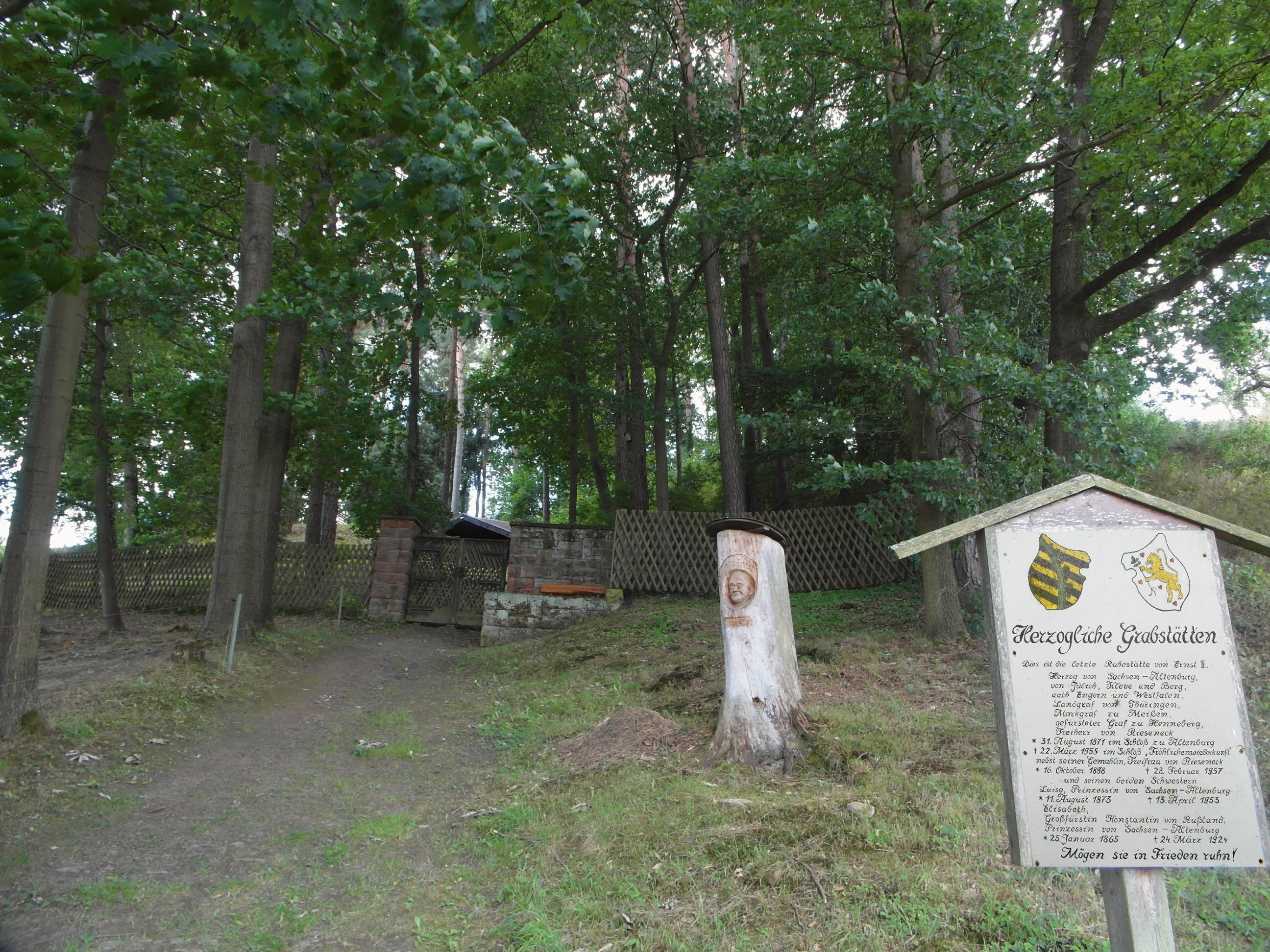
Die Herzoglichen Gräber in Trockenborn

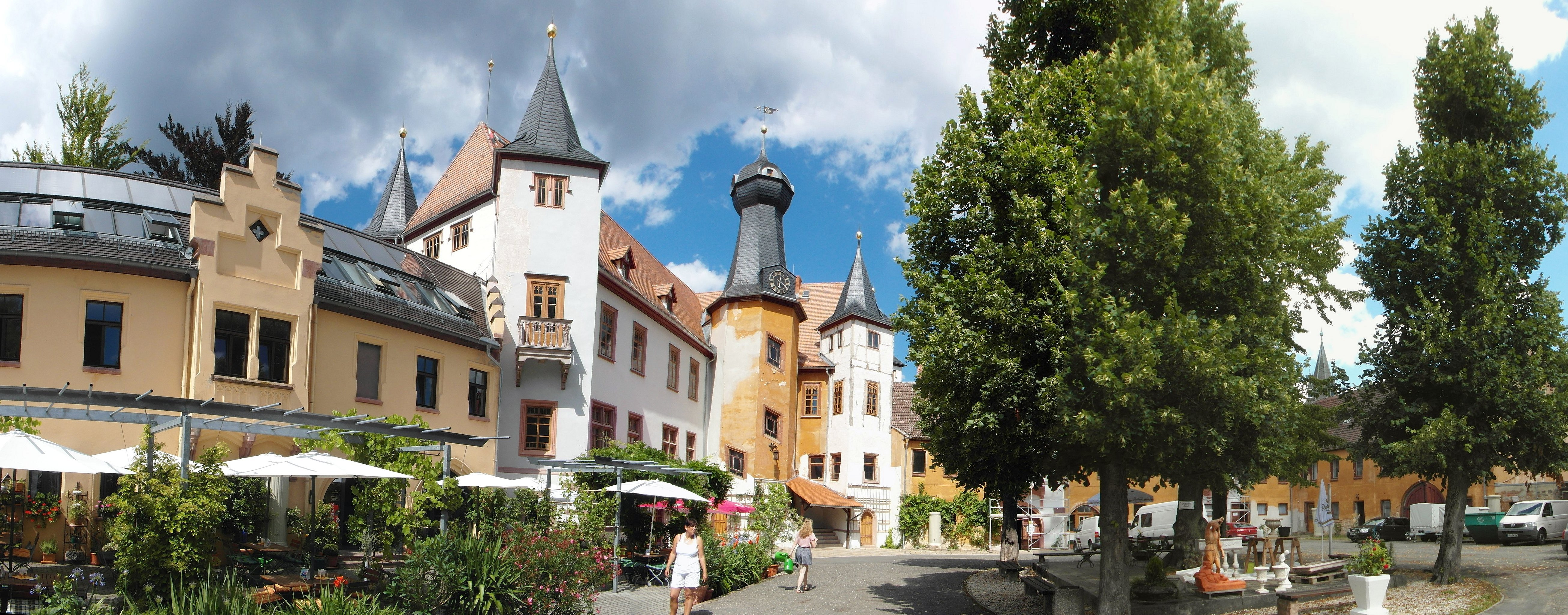
Jagdschloss Fröhliche Wiederkunft

Jagdanlage Rieseneck

1457 wurde das Dorf erstmals urkundlich erwähnt.
1717 wurde die Marienkirche Trockenborn erbaut.
Wald- und Landarbeit prägten den Ort. Später kamen Tourismus und Erholungssuchende dazu. Die Bauern mussten ab 1952 auch den Weg der Kollektivierung ihrer Höfe gehen. Sie fanden nach der Wende neue Formen der Landarbeit.

## Sehenswürdigkeiten
- Herzogliche Grabstätten derer von Sachsen-Altenburg
- Jagdschloss Fröhliche Wiederkunft
- Jagdanlage Rieseneck
- Marienkirche Trockenborn
- Herzogsstuhl[2]